# Ilha Sutwik
A ilha Sutwik é uma ilha desabitada do Alasca, ao largo da península do Alasca. Administrativamente integra o distrito (borough) de Lake and Peninsula.
Como espaço protegido faz parte do Alaska Maritime National Wildlife Refuge.